# Beroepsvereniging Professionals Sociaal Werk
De Beroepsvereniging van Professionals Sociaal Werk (BPSW) is de beroepsvereniging voor sociaal werkers in Nederland.

## Ontstaansgeschiedenis
De beroepsvereniging is opgericht in 1947 onder de naam de Nederlandse Bond van Maatschappelijk Werkers (NBMW). In datzelfde jaar werd er een tweede beroepsvereniging van maatschappelijk werkers opgericht, de Katholieke beroepsvereniging 'Dr. Ariëns'. De NBMW streeft vanaf haar ontstaan voor een erkenning van de maatschappelijk werkers: ‘Alleen zij mogen de titel “maatschappelijk werker” voeren die uit hoofde van een diploma voldoen aan de eis van vakbekwaamheid.’  
Een speciale Commissie van Toelating ziet daarop toe, maar deze heeft ook de bevoegdheid om maatschappelijk werkers die in de praktijk gevormd zijn, maar niet over een diploma beschikken toch toe te laten tot de NBMW. Daarnaast neemt de Bond zich voor om de rechtspositie te verbeteren en de uitbouw van het maatschappelijk werk te bevorderen door ‘studie en propaganda’. Ook wil het contact gaan onderhouden met organisaties van maatschappelijk werkers in het buitenland. 
Het eerste NBMW-bestuur bestond uit 18 mensen, waaronder Marie Kamphuis. De meeste bestuursleden waren vertegenwoordigers van de kinderbescherming, maatschappelijk werk in bedrijven, maatschappelijke zorg, gezinszorg, reclassering, volksontwikkeling en woninginspectie – destijds de belangrijkste beroepsvelden van maatschappelijk werkers. De eerste voorzitter werd dr. H.P. Cloeck, in het dagelijks leven secretaris van de Sociale Raad in Amsterdam. De 53-jarige ‘mejuffrouw’ Loes Löhnis werd de eerste directeur.
In 1969 besloten de twee beroepsverenigingen tot een fusie. Ze gingen met zo’n 2000 leden onder de naam Nederlandse Vereniging van Maatschappelijk Werkers (NVMW) gezamenlijk de jaren zeventig in. Inmiddels ontstonden er meerdere beroepsvarianten binnen het sociaal werk, zoals opbouwwerkers en sociaal-cultureel werkers die ook een beroepsvereniging oprichtten. In 1978 gingen de verschillende beroepsverenigingen op in de Nederlandse Organisatie van Welzijnswerkers (NVO). Negen jaar hield deze fusie stand voordat de NOW weer uiteen zou vallen in beroepsverenigingen per beroepsvariant. Met name de maatschappelijk werkers wilden weer een eigen beroepsvereniging, die na verloop van tijd weer de naam NMW aannam.

### Verbreding
Met de komst van de Wet Maatschappelijke ondersteuning (Wmo) in 2007 breekt er voor het welzijnswerk en in het bijzonder het maatschappelijk werk een nieuwe periode aan. Evenals in de tijd van Hans Achterhuis’ De markt van welzijn en geluk (1979) is er opnieuw kritiek op het welzijnswerk: het is te duur en het levert te weinig tastbare resultaten op. Vanuit die vooronderstelling wil de Wmo naar een andere balans in verantwoordelijkheden tussen burger en overheid. De burger met zijn netwerk zou meer zelf kunnen en nog te weinig gebruik maken van ‘zelfredzaamheid’ en ‘eigen kracht’. En een deel van het professionele maatschappelijk werk zou overgenomen kunnen worden door vrijwilligers, actieve buurtbewoners en mantelzorgers. Er moest anders gewerkt gaan worden. 
VWS-staatssecretaris Jet Bussemaker stelde zelfs dat als het maatschappelijk werk niet snel zou veranderen, het zou verdwijnen. Het programma Welzijn Nieuwe Stijl uit 2009 ademde ook die geest. De nieuwe sociaal werker zou een generalist zijn die tijdens ‘keukentafelgesprekken’ de burger vooral zou stimuleren zijn problemen zelf op te lossen, het idee van 'empowerment'. Bij dat nieuwe generieke sociaal werk pasten de drie specialisaties van de beroepsopleidingen CMV, MWD en SPH niet meer. 
In 2014 besloten alle hogescholen in Nederland op basis van het rapport ‘Meer van Waarde’ hun opleidingen voor deze drie beroepsvarianten van sociaal werk samen te voegen tot één nieuwe beroepsopleiding sociaal werk. Bij deze ontwikkeling kon de NVMW niet achterblijven. Na een periode van interne dialoog en soms stevige discussies besloot de NVMW zich in 2015 te verbreden tot een beroepsvereniging voor alle beroepsvarianten van sociaal werk onder het motto ‘verbreden met behoud van identiteiten’. Deze grote stap werd mede mogelijk gemaakt door de politiek-bestuurlijke ervaring van voorzitter Jan Laurier en dankzij directeur Lies Schilder.

### Eenheid
In 2020 besloten de leden van de BPSW tot een nieuwe stap: was het aanvankelijk ‘verbreden met behoud van identiteiten’, nu ging het om de vraag wat dan de identiteit van die verbreding is. Daarbij werd de vraag of het mogelijk is om binnen de BPSW dat wat alle beroepsvarianten gemeenschappelijk hebben, meer als uitgangspunt te nemen. In alle regio’s van Nederland hebben sociaal werkers, zowel leden als niet-leden van de beroepsvereniging, daarover met elkaar koersgesprekken gevoerd en uiteindelijk besloten te gaan voor één sterk merk sociaal werk. Deze nieuwe koers wordt zichtbaar door de ‘kamerstructuur’ af te schaffen, door vier verschillende beroepscodes over te laten gaan in één nieuwe beroepscode voor alle sociaal werkers (2021) en door in een nieuw beroepsprofiel te laten zien wat alle beroepsvarianten daadwerkelijk met elkaar gemeenschappelijk hebben. 
Binnen de BPSW blijven ook de beroepsvarianten actief die elkaar opzoeken om te werken aan professionele ontwikkeling of specifieke belangenbehartiging. Bijvoorbeeld bedrijfsmaatschappelijk werkers, opbouwwerkers, casemanagers dementie, medisch maatschappelijk werkers, jeugd- en gezinsprofessionals, sociaal-agogisch begeleiders in de gehandicaptenzorg of medisch-pedagogisch zorgverleners. Veel meer dan in het verleden is er een besef dat zij takken zijn van een en dezelfde stam.
Hoewel de BPSW al jaren gestaag groeit, is nog steeds maar een relatief gering percentage van alle sociaal werkers lid. Dat lijkt een verschijnsel van alle tijden. Marie Kamphuis vond al dat te weinig maatschappelijk werkers in de beginjaren van de beroepsvereniging lid werden en toen in 2015 het gezaghebbende rapport van de Gezondheidsraad sociaal werk op solide basis verscheen, was een belangrijke aanbeveling dat sociaal werkers lid moesten worden van hun beroepsvereniging. De BPSW heeft in 2023 ruim 5000 leden. De BPSW is tegenwoordig ook een platform waar leden en niet-leden elkaar ontmoeten, bijvoorbeeld in sociaal cafés en regionetwerken, op symposia, bij scholing en training en op de digitale community van de BPSW.

## Beroepsbeschrijving
Beroepsverenigingen vinden het belangrijk het beroep dat zij vertegenwoordigen goed te beschrijven. Zo’n beschrijving is voor de beroepsgroep leidraad voor het professioneel handelen en wordt gebruikt voor de inrichting van beroepsregisters, het is ook een belangrijke oriëntatie voor het opleiden van professionals, het positioneert het beroep te midden van andere beroepen en is soms belangrijk voor de financiering van het beroep of voor (wettelijke) erkenning. 
Met name dat laatste was al vanaf de oprichting van de twee beroepsverenigingen van maatschappelijk werkers in 1947 een belangrijk streven. Mede geïnspireerd door de wettelijke erkenning van het beroep sociaal werk in België (1945) en Frankrijk (1946), werd ook in Nederland ingezet op zo’n erkenning, die met de komst van het Ministerie van Maatschappelijk Werk in 1952 dichtbij kwam.

### Wetsontwerpen
In 1955 komt minister Klompé met een ‘ontwerp subsidiewet maatschappelijk werk’ waarin ook de wettelijke erkenning van het maatschappelijk werk is opgenomen. Bij het symposium ter gelegenheid van het tienjarig jubileum van de Nederlandse Bond van Maatschappelijk Werkers in 1957 bepleitte de voorzitter van de NBMW opnieuw de wettelijke erkenning met instemming van de aanwezige minister Klompé. Het wetsvoorstel haalde het echter niet, het beroep is nog niet voldoende geprofessionaliseerd om de bedenkingen vanuit andere ministeries en de politiek overtuigen te weerleggen. De NBMW bleef zich inzetten voor erkenning en mede door haar inspanningen komt er midden zestiger jaren een nieuw Wetsontwerp 

### Titelbescherming
In 1968 vroeg de NBMW zich in haar verenigingsblad af wat er geworden is van het wetsontwerp. Het is niet helemaal duidelijk waarom de wettelijke erkenning het in die tijd niet heeft gehaald. Vermoedelijk was het beroep nog steeds onvoldoende geprofileerd. In 1961 wordt in het jaarverslag van de Academie van Sociale wetenschappen en Maatschappelijk Werk geconstateerd dat het beroep van ‘sociale werker’ nog onderschat wordt. Als een van de oorzaken wordt genoemd dat ‘men er nog steeds niet in is geslaagd om te werken met een beschrijving van het beroep maatschappelijk werk.’ Uiteindelijk werd pas in 1984 – wanneer de beroepsvereniging zich opnieuw hard had gemaakt voor de wettelijke erkenning van het beroep – begonnen met een goede beschrijving van het beroep.

### Beroepsprofiel
Daartoe werd een commissie Beroepsvraagstukken Maatschappelijk Werk in het leven geroepen. Deze commissie organiseerde in 1985 een bijeenkomst met alle belanghebbenden, inclusief enkele ministeries. Het Ministerie van WVC was bereid te investeren in de ontwikkeling van het beroepsprofiel. Dit leidde in 1987 tot het eerste beroepsprofiel van de maatschappelijk werker. Vanaf de vierde druk werd het beroepsprofiel ondergebracht bij de beroepsvereniging (toen de LVMW) en in 1990 verscheen de vijfde druk. Het profiel had dan al een oplage van 10.000 exemplaren. Het profiel werd meerdere keren herzien. In 1992, dus pas 5 jaar na het verschijnen van het eerste profiel, werd het – samen met de beroepscode– door de werkgevers (VOG) erkend.
In 1993 besteedde de beroepsvereniging veel tijd aan een evaluatie van de kerntaken van het sociaal werk. En ook de jaren erna bleef binnen de vereniging het debat gaande over de kern van de professie. Uiteindelijk schreef Nel Jagt in 2006 een geheel herziene druk van het beroepsprofiel. Hoewel dit profiel in korte tijd een gezaghebbende beschrijving van het beroep werd, droeg het niet bij aan de nog steeds levende wens om tot een wettelijke erkenning van het beroep te komen. Een nieuwe poging daartoe via opname van het maatschappelijk werk in het BIG-register slaagde evenmin. Alleen voor de 50.000 sociaal werkers in de jeugdzorg kwam er uiteindelijk in 2016 een in de Jeugdwet geregelde wettelijke erkenning met inschrijving in het Kwaliteitsregister Jeugd (SKJ). 
Het beroepsprofiel van de maatschappelijk werker was overigens niet de geldende beroepsbeschrijving voor registratie in SKJ maar een profiel dat alleen de beroepsvariant van sociaal werkers in de jeugdzorg beschreef. Ook andere beroepsvarianten van het sociaal werk beschrijven bij voorkeur hun eigen beroepsprofielen. Die documenten worden meestal competentieprofiel, functieprofiel of expertiseprofiel genoemd. Daarvan verschenen er vanaf het begin van deze eeuw een groot aantal. Deze reeks profielen laat zien dat professionals zich vaak sterker identificeren met de eigen specifieke beroepsvariant dan met de gemeenschappelijke kern van het beroep. 
Maar met het nieuwe sociaal werk zoals ontwikkeld door de beroepsopleidingen en de beroepsvereniging, werd de tijd rijp voor een beroepsprofiel dat beschrijft wat alle beroepsvarianten van het sociaal werk gemeenschappelijk hebben. De geschiedenis van het Nederlandse sociaal werk kende zo’n beschrijving nog niet. Dat profiel is in 2022 verschenen en geschreven door Laura Koeter. Uit alle beroepsvarianten van het sociaal werk hebben professionals hieraan meegewerkt.

## Beroepscode
Beroepscodes beschrijven kort en bondig de morele principes, werkzame waarden en idealen van een beroepsgroep. De code formuleert wat binnen de beroepsgroep aanvaard wordt als leidende beginselen van ‘goed werk’. Ze maken duidelijk wat anderen – in het bijzonder cliënten –van een professional mogen verwachten. Al in 1952 zette de Nederlandse Bond van Maatschappelijk Werkers een eerste stap naar een beroepscode. 
In verschillende werkgroepen kwamen professionals samen om zich te bezinnen op de beroepsplichten. Ter oriëntatie werden daarbij enige buitenlandse voorbeelden verstrekt, waar al codes voor het sociaal werk bestonden. Het was de bedoeling om het resultaat in 1955 vast te stellen, maar een laatste rondzending leidde tot beroering. Veel leden bleken ambivalent tegenover het vastleggen van beroepsplichten te staan. Weliswaar vond men het een goede zaak dat duidelijk werd gesteld wat het beroep inhield en welke handelingsnormen daarvoor golden, maar er rezen ook bedenkingen. Zo vroegen zij zich af of maatschappelijk werkers wel waar konden maken wat er in een code staat en/of besturen en directies van organisaties wel bereid zouden zijn rekening te houden met een beroepscode van werkers. Ten slotte vreesden sommigen dat professionals door het aanvaarden van de code hun eigen vrijheid van handelen aan banden leggen.

### Bescherming positie

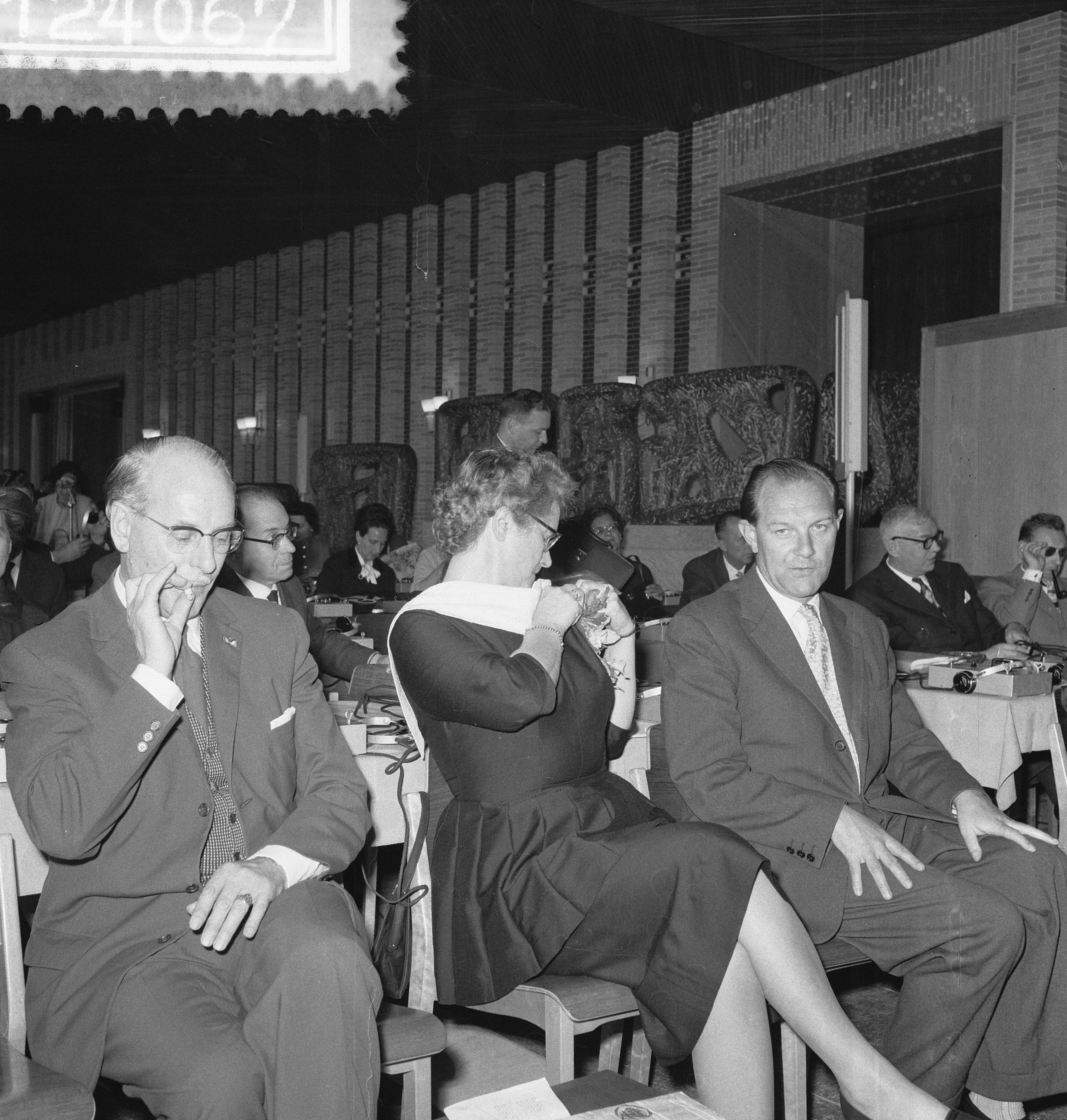
Minister Klompé bezoekt congres over Maatschappelijk Werk, 1961

Besloten werd om de conceptcode twee jaar als richtsnoer te aanvaarden zonder dat deze bindende kracht had, zodat men er ervaring mee op kan doen. Die eerste twee jaar leidde dit niet tot tastbare resultaten en daarom werd de termijn nog twee keer verlengd. Een rechtszaak – waarbij de vertrouwelijkheid van de hulpverlening van een maatschappelijk werker in het geding was – gaf begin jaren zestig een nieuwe impuls aan het vaststellen van de normen. Uiteindelijk werd in november 1961 een code gepresenteerd die in mei 1962 door beide beroepsverenigingen als richtsnoer voor het handelen werd vastgesteld. Dit tot grote tevredenheid van Marga Klompé, minister van Maatschappelijk Werk. Zij meldde bij de presentatie: ‘We moeten af van de gedachte dat een maatschappelijk werkster een vriendelijke, maar halfzachte juffrouw is die binnen pleegt te gaan in krotten waar a-sociale gezinnen wonen.’
De auteur van deze allereerste code, mr. Bertje Jens, schreef bij de introductie van de code in het vakblad TMW: “Het uitgangspunt hiervoor is dat degene die hulp vraagt zich in een kwetsbare, naar afhankelijkheid tenderende positie plaatst, en dat daarom behoefte is aan een bescherming van zijn positie door uitdrukkelijk geformuleerde regels. (…) Hij stelt vitale belangen in handen van een ander, wiens functioneren zich, omdat hij door een bepaalde deskundigheid wordt gedirigeerd, aan zijn beoordeling onttrekt. De waarborg voor zijn veiligheid in deze relatie ligt niet in zijn eigen voor zichzelf op kunnen komen, maar in de betrouwbaarheid van degene, in wiens handen hij zijn belang gesteld heeft. Vandaar de behoefte om deze waarborg te binden aan bepaalde gedragsregels, waarbij de beroepsgroep toeziet op nakoming.”
De angst dat de code sociaal werkers zou belemmeren bleek ongegrond. Integendeel, de praktijk leerde dat de code de professionele autonomie eerder vergrootte. Dat werd vooral zichtbaar als in 1974 maatschappelijk werker Julius van der Werf door de politie wordt gearresteerd omdat hij twee weggelopen kinderen op een geheim adres onderdak heeft verschaft. In zijn rechtszaak beriep hij zich op de beroepscode, waarna de rechter hem vrijsprak.

### Accenten verleggen
In 1984 bezon de sectie maatschappelijk werk van de Nederlandse Organisatie van Welzijnswerkers (waarin de NVMW inmiddels was opgegaan) zich tijdens een landelijke studiedag op de code, tuchtrecht en beroepsbescherming. Ontwikkelingen in en buiten het maatschappelijk werk maakten het noodzakelijk om accenten te verleggen. De autonomie van professionals kwam onder druk te staan door eisen van het management en/of de overheid. Ook moest er anders worden nagedacht over vertrouwelijkheid, informatie-uitwisseling, geheimhouding, spreekrecht en spreekplicht binnen de interdisciplinaire samenwerking rond bijvoorbeeld kindermishandeling. 
Binnen de NOW speelde een verbreding van de kerntaken dan alleen (psychosociale) hulpverlening. Dat laatste punt leidde tot de aanpassing van het eerste artikel van de code, die uiteindelijk in 1990 door de leden werd aanvaard. De centrale waarde van hulpverlening kreeg een algemenere formulering: de maatschappelijk werker bevordert het tot zijn recht komen van de cliënt in zijn sociaal functioneren. Latere herzieningen in 1999 en 2010 scherpten met name artikelen rond vertrouwelijkheid en (digitalisering van) dossiers aan. 

### Gezamenlijke beroepscode
Vanaf de eeuwwisseling ontwikkelden steeds meer beroepsvarianten in het sociaal werk een eigen beroepscode, in navolging van de maatschappelijk werkers. Het bestaan van verschillende codes hoefde op zichzelf geen probleem te zijn, mits zij geen blokkades tot samenwerking opriepen. De variatie bleek in de praktijk echter wel verwarring op te leveren. Professionals wisten bijvoorbeeld niet welke zij moesten hanteren wanneer ze op meerdere terreinen werkzaam waren en in hoeverre de codes van andere beroepsvarianten met hun eigen code overeenkwamen. 
De NVMW heeft zich in 2015 omgevormd tot een brede Beroepsvereniging van Professionals in Sociaal Werk (BPSW). En ook het hoger beroepsonderwijs heeft zich sinds 2017 ontwikkeld tot brede opleidingen voor sociaal werk, met verschillende profielen. Al met al genoeg aanleiding om tot een gezamenlijke en breed
gedragen beroepscode te komen voor alle beroepsvarianten in het sociaal werk. Met het vele voorwerk dat in de loop van de geschiedenis al verricht was, verliep het proces van samenvoeging en harmonisering van de verschillende codes vlot. Na verschillende rondes van onderzoek en raadpleging werd de nieuwe beroepscode voor professionals in sociaal werk geschreven door Jurja Steenmeijer en door de leden in 2021 aangenomen om van kracht te worden op 1 januari 2022. Voor het eerst in de geschiedenis en bijna op de kop af 60 jaar na de eerste code gingen alle professionals in sociaal werk – in al haar varianten – uit van dezelfde beroepsethische beginselen.